# Myolepta difformis
Myolepta difformis är en tvåvingeart som först beskrevs av Gabriel Strobl 1909.  Myolepta difformis ingår i släktet parkblomflugor, och familjen blomflugor.
Artens utbredningsområde är Spanien. Inga underarter finns listade i Catalogue of Life.